# Xã Wilmington, Quận Houston, Minnesota
Xã Wilmington (tiếng Anh: Wilmington Township) là một xã thuộc quận Houston, tiểu bang Minnesota, Hoa Kỳ. Năm 2010, dân số của xã này là 434 người.